# Gaetano Illuminati
Gaetano Illuminati (Atri, 18 maggio 1923 – 2 maggio 1996) è stato un politico e partigiano italiano, eletto nella IV legislatura alla Camera dei deputati e alla V al Senato.

## Biografia
Insignito della croce di guerra per essersi distinto in azioni partigiane durante la Resistenza. Impegnato il politica con il Partito Comunista Italiano, è stato sindaco della città abruzzese di Pineto per tre mandati, dal 1956 al 1965 e dal 1978 al 1982, ed è stato consigliere comunale della stessa ininterrottamente dal 1946 al 1992.
Venne eletto alla Camera dei deputati con il PCI alle elezioni politiche del 1963 e poi al Senato a quelle del 1968, rimanendo in carica fino al 1972. 
È morto il 2 maggio 1996, due settimane prima di compiere 73 anni. A lui il comune di Pineto ha intitolato il plesso scolastico cittadino.